# CMNF

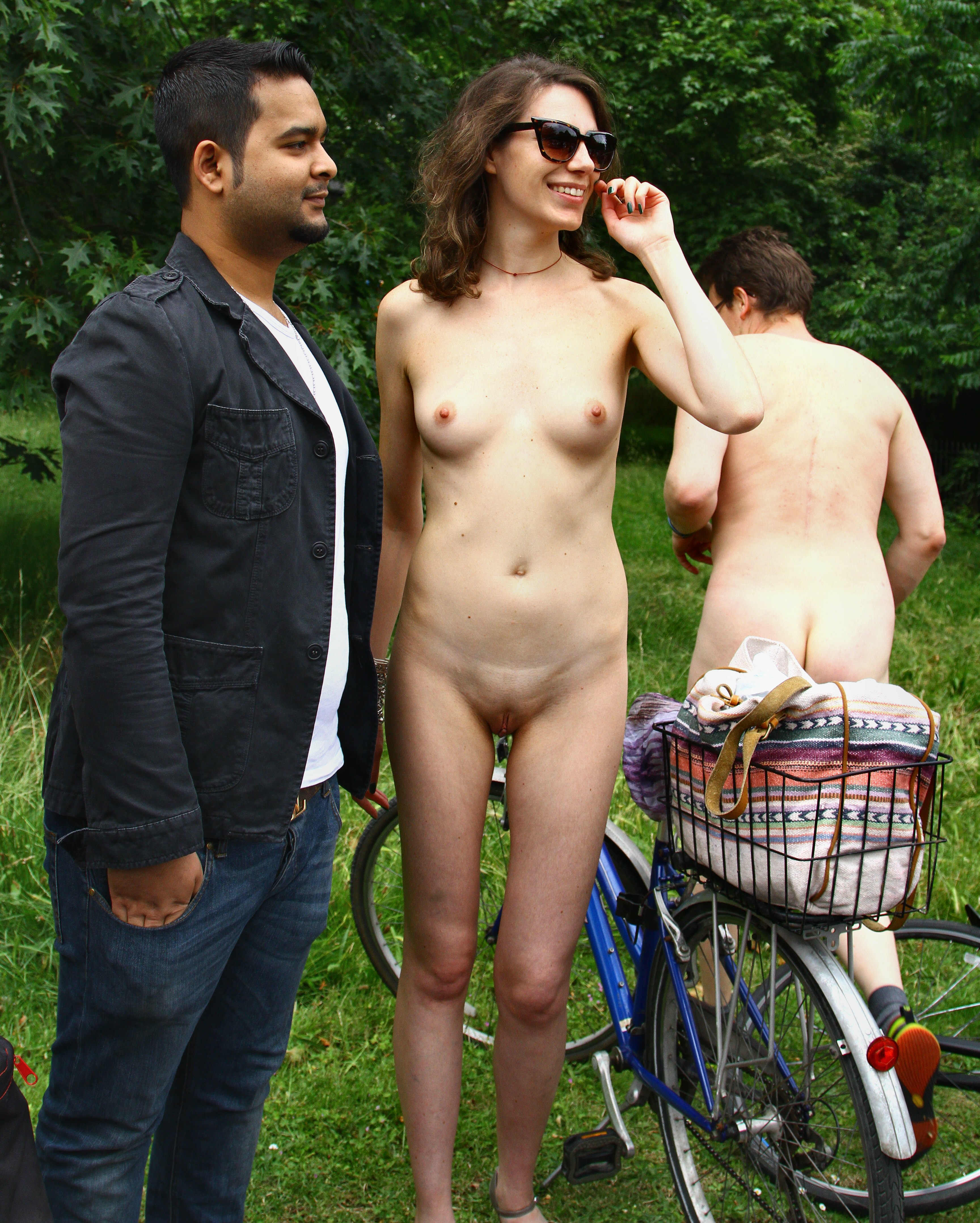
Обнажённая женщина на World Naked Bike Ride в Лондоне в 2014 году рядом с одетым мужчиной.

CMNF (аббр. англ. Clothed Male, Naked Female; «одетый мужчина, голая женщина») — жанр эротики, а также разновидность полового поведения и ролевых сексуальных игр, предполагающая обнажение женщины в присутствии одного или нескольких полностью одетых мужчин, которые могут и не вступать с ней в сексуальную связь.

## Медиа
Писатель Эрл Уилсон рассказывает о многих переживаниях, связанных с односторонней женской наготой, в своей книге "Show Business Laid Bare". В одной из глав, Уилсон рассказывает о своем интервью с актрисой Шери Каффаро, когда она была обнаженной, а он был полностью одет.